# Bloody Riot
Bloody Riot sono un gruppo hardcore punk italiano, nato a Roma nel 1981 attivo fino al 1987 e riformato nel 2001.

## Storia
La prima formazione comprendeva Lorenzo Canevacci (chitarra), Roberto Perciballi (voce),  Pierpaolo Rossi (basso) e Francesco Latessa (batteria), all'epoca non ancora maggiorenni. Alex Vargiu subentra al basso a Rossi e Cesare di Porto alla batteria. Con questa formazione stabilizzata nel 1983 pubblicano un primo EP autoprodotto contenente i brani Bloody Riot, Contro lo Stato, No eroina e la famosa Naja de merda. L'anno seguente registrano 13 pezzi per un album, intitolato sempre con il nome del gruppo, pubblicato nel 1984 con la collaborazione di Giulio Tedeschi e della Meccano Records.
Tengono i primi concerti in locali piuttosto noti, come i romani Uonna Club e Piper Club, o il barese Fireplace, in seguito si esibiranno prevalentemente in strutture autogestite da punx come il Victor Charlie di Pisa, La Giungla di Bari, il Virus di Milano, o in centri sociali (come il Forte Prenestino a Roma). In attività per buona parte degli anni ottanta, il gruppo si scioglie intorno al 1987.
Si riuniscono per alcuni concerti tra il 1993 ed il 1994. Nel 1998 la X Records pubblica la raccolta Come se nulla fosse comprendente l'EP, l'album ed alcuni brani dal vivo registrati al Forte Prenestino.
Nel 2000 tornano in attività, registrando tre brani inediti scritti durante gli anni ottanta e li aggiungono alla raccolta Disubbidisciti, CD pubblicato nel 2001 allegato al libro Bloody Riot. Ardecore de Roma (1983-2001) pubblicato da Onda Rossa Libri.
Nel 2008 esce un CD con tutti i brani del primo LP remixati e rimasterizzati dalle bobine originali registrate nella sala dei Raff a Roma nel 1984.
Il 20 marzo 2016 muore Roberto Perciballi, cantante e frontman del gruppo.

## Carriere dei componenti
- Alex Vargiu nel 1994 si unisce a un nuovo gruppo punk rock in fase di trasformazione in quel periodo (Thrashred) e con Manolo Morea e Alessandro Petrozzi forma i Bingo con cui realizza tre singoli più l'album Close Up. Scolti i Bingo nel 2000 mette su un'altra formazione, i Dissuaders, mantenendo però la stessa linea musicale, con cui esce nel 2010 l'album Minutes To Go dedicato al poeta Jim Carroll.
- Lorenzo Canevacci continua a suonare dal vivo con Alex Vargiu dal 1987 fino al 1991 senza però pubblicare nulla. Nel 2010 registra con il suo nuovo gruppo i Wendy?! un album che vedrà la luce nel 2011.
- Roberto Perciballi fonda i Vegetebol nei primi anni novanta con la collaborazione del chitarrista dei Klaxon, altra punk band capitolina, insieme realizzeranno due album. Roberto Perciballi dal 2009 suona con i Because the Bean di Reggio Emilia/Parma che suonano tutti i brani del primo LP, una sorta di cover band con il cantante originale. Viene a mancare nel marzo del 2016 a causa di un infarto.

## Formazione
Fondatori (1981/1982)
- Lorenzo Canevacci - chitarra
- Roberto Perciballi - voce
- Pierpaolo Rossi - basso
- Francesco Latessa - batteria

Primo EP 1983
- Lorenzo Canevacci - chitarra
- Roberto Perciballi - voce
- Alex Vargiu - basso
- Cesare Di Porto - batteria

Primo LP 1985
- Lorenzo Canevacci - chitarra
- Roberto Perciballi - voce
- Alex Vargiu - basso
- Fabiano Bianco "Master" - batteria

## Discografia

### Album
- 1985 - Bloody Riot (Meccano Records)
- 2008 - Musica italiana (Roma Libera Records)

### Raccolte
- 1998 - Come se nulla fosse (X Records/Helter Skelter)
- 2001 - Disubbidisciti (Onda Rossa Libri)

### EP
- 1983 - Bloody Riot (Bloody Riot Record)
- 1993 - Gioventù bruciata (Meccano Records)